# Real Madrid säsongen 2008/2009
Säsongen 2008/2009 var den spanska fotbollsklubben Real Madrids 78:e säsong i La Liga (se La Liga 2008/2009). Denna artikel redovisar spelarstatistik och alla matcher (officiella samt vänskapsmatcher) som klubben spelade under säsongen 2008/2009. Till de officiella matcherna hör även de i UEFA Champions League.

## Spelare

### Truppen 2008/2009
| EU  | Land | Nr | Pos. | Namn           | Kapten | Ålder | Sedan | Matcher | Mål | Slutar | Övergångssumma |
| --- | ---- | -- | ---- | -------------- | ------ | ----- | ----- | ------- | --- | ------ | -------------- |
| EU  | ESP  | 1  | MV   | Casillas       | Vice   | 27    | 1999  | 458     | 0   | 2017   | B-laget        |
| EU  | ESP  | 13 | MV   | Codina         |        | 26    | 2007  | 1       | 0   | 2010   | B-laget        |
| EU  | POL  | 25 | MV   | Dudek          |        | 35    | 2007  | 13      | 0   | 2009   | Gratis         |
| EU  | ITA  | 5  | F    | Cannavaro      |        | 35    | 2006  | 102     | 2   | 2009   | €10m           |
| EU  | POR  | 3  | F    | Pepe           |        | 26    | 2007  | 60      | 0   | 2012   | €30m           |
| EU  | GER  | 21 | F    | Metzelder      |        | 28    | 2007  | 24      | 0   | 2010   | Gratis         |
| EU  | ESP  | 4  | F    | Sergio Ramos   |        | 23    | 2005  | 168     | 21  | 2013   | €27m           |
| EU  | ESP  | 2  | F    | M. Salgado     |        | 33    | 1999  | 368     | 5   | 2009   | €11m           |
| EU  | ESP  | 22 | F    | Miguel Torres  |        | 23    | 2007  | 60      | 0   | 2012   | B-laget        |
| EU  | ARG  | 16 | F    | Heinze         |        | 30    | 2007  | 56      | 3   | 2011   | €12m           |
| Nej | BRA  | 12 | F    | Marcelo        |        | 20    | 2007  | 64      | 2   | 2012   | €6.5m          |
| EU  | FRA  | 6  | MF   | Lassana Diarra |        | 22    | 2009  | 14      | 0   | 2013   | €20m           |
| EU  | ARG  | 8  | MF   | Gago           |        | 22    | 2007  | 82      | 1   | 2012   | €20m           |
| EU  | MLI  | –  | MF   | Diarra         |        | 27    | 2006  | 93      | 4   | 2011   | €26m           |
| EU  | ESP  | 24 | MF   | Javi García    |        | 22    | 2004  | 14      | 0   | 2012   | €4m            |
| EU  | ESP  | –  | MF   | de la Red      |        | 23    | 2004  | 27      | 3   | 2011   | €4.7m          |
| EU  | ESP  | 14 | MF   | Guti           | Vice   | 32    | 1995  | 503     | 76  | 2010   | B-laget        |
| EU  | ESP  | 17 | MF   | Dani Parejo    |        | 19    | 2009  | 2       | 0   | 2011   | B-laget        |
| EU  | NED  | 10 | MF   | Sneijder       |        | 24    | 2007  | 61      | 11  | 2012   | €27m           |
| EU  | NED  | 23 | MF   | van der Vaart  |        | 26    | 2008  | 28      | 4   | 2013   | €13m           |
| EU  | NED  | 15 | MF   | Drenthe        |        | 21    | 2007  | 47      | 4   | 2012   | €13m           |
| EU  | FRA  | 18 | MF   | Julien Faubert |        | 25    | 2009  | 2       | 0   | 2009   | Lån            |
| EU  | NED  | 11 | A    | Robben         |        | 24    | 2007  | 56      | 12  | 2012   | €36m           |
| EU  | ARG  | 20 | A    | Higuaín        |        | 21    | 2007  | 90      | 27  | 2013   | €13m           |
| EU  | ESP  | 7  | A    | Raúl           | Kapten | 31    | 1994  | 692     | 312 | 2011   | B-laget        |
| EU  | ARG  | 9  | A    | Saviola        |        | 27    | 2007  | 38      | 7   | 2011   | Gratis         |
| EU  | NED  | –  | A    | van Nistelrooy |        | 32    | 2006  | 93      | 63  | 2010   | €15m           |
| EU  | NED  | 19 | A    | Huntelaar      |        | 25    | 2009  | 10      | 8   | 2013   | €20m           |
| EU  | ESP  | 28 | A    | Bueno          |        | 21    | 2008  | 5       | 1   | –      | B-laget        |
| EU  | ESP  | 35 | A    | Palanca        |        | 21    | 2008  | 3       | 0   | –      | B-laget        |

Senast uppdaterad: 22 mars 2009

Källor: Övergångar, Wikipedias artiklar om fotbollsspelare, ESPN (för matcher och mål) och soccer-spain.com (för info om Unionsmedborgarskap)

Spelarna är sorterade efter deras positioner på planen.

EU = om spelaren innehar eller inte innehar unionsmedborgarskap; Land = spelarens hemland; Nr = spelarens tröjnummer; Pos. = position; Namn = namnet spelaren bär på sin tröja; Kapten = lagkapten; Vice = vice lagkapten; Ålder = spelarens ålder eller ålder vid slutet av säsongen; Sedan = när spelaren först blev en permanent del av truppen; Matcher och Mål = endast tävlingsmatcher och mål gjorda i dessa; Slutar = när spelarens kontrakt löper ut; Gratis = så kallad "Free Transfer".

### Spelare in/ut

#### In
| Typ               | EU | Land | Pos. | Namn            | Ålder | Från             | Slutar | Övergångssumma | Källa               |
| ----------------- | -- | ---- | ---- | --------------- | ----- | ---------------- | ------ | -------------- | ------------------- |
| Transfer          | EU | NED  | MF   | van der Vaart   | 25    | Hamburg          | 2013   | €13m           | Realmadrid          |
| Transfer          | EU | ARG  | F    | Garay           | 21    | Racing Santander | 2014   | €10m           | Realmadrid          |
| Transfer          | EU | ESP  | MF   | Javi García     | 21    | Osasuna          | 2012   | €4m            | Realmadrid, Osasuna |
| Transfer          | EU | ESP  | MF   | de la Red       | 23    | Getafe           | 2011   | €4.7m          | Realmadrid          |
| Tillbaka från lån | EU | ESP  | MF   | Adrián González | 19    | Gimnàstic        | –      | n/a            |                     |
| Tillbaka från lån | EU | URY  | MF   | Pablo García    | 31    | Real Murcia      | –      | n/a            |                     |
| Tillbaka från lån | EU | ESP  | F    | Agus            | 23    | Celta de Vigo    | –      | n/a            |                     |
| Tillbaka från lån | EU | ESP  | MF   | Granero         | 20    | Getafe           | –      | n/a            |                     |
| Transfer          | EU | NED  | A    | Huntelaar       | 25    | Ajax             | 2013   | €20m           | Dagens Nyheter      |
| Transfer          | EU | FRA  | MF   | L. Diarra       | 23    | Portsmouth       | –      | SEK 140m       | Eurosport           |

#### Ut
| Typ              | EU  | Land | Nr | Pos. | Namn            | Ålder | Till                | Övergångssumma | Källa               |
| ---------------- | --- | ---- | -- | ---- | --------------- | ----- | ------------------- | -------------- | ------------------- |
| Utlånad          | EU  | ESP  | –  | MF   | Dani Parejo     | 19    | Queens Park Rangers | n/a            | Realmadrid          |
| Utlånad          | EU  | ARG  | –  | F    | Garay           | 21    | Racing Santander    | n/a            | Realmadrid          |
| Transfer         | EU  | ESP  | –  | MF   | Adrián González | 20    | Getafe              | €2.2m          | Getafe              |
| Transfer         | EU  | ITA  | –  | A    | Cassano         | 25    | Sampdoria           | Gratis         | Realmadrid          |
| Transfer         | EU  | EQG  | –  | MF   | Balboa          | 23    | Benfica             | €4.5m          | Realmadrid, Benfica |
| Transfer         | EU  | ESP  | –  | MF   | Granero         | 20    | Getafe              | €5m            | Realmadrid, Getafe  |
| Transfer         | EU  | ESP  | 9  | A    | Soldado         | 23    | Getafe              | €4m            | Realmadrid          |
| Transfer         | EU  | BRA  | 19 | MF   | Júlio Baptista  | 26    | Roma                | €12m           | Realmadrid, Roma    |
| Transfer         | Nej | BRA  | 10 | A    | Robinho         | 24    | Manchester City     | €42m           | Realmadrid, mcfc    |
| Slut på kontrakt | EU  | URY  | –  | MF   | Pablo García    | 31    | PAOK                | Gratis         | Realmadrid          |

Senast uppdaterad: 7 december 2008

EU = om spelaren innehar eller inte innehar Unionsmedborgarskap; Land = spelarens hemland; Nr = spelarens tröjnummer; Pos. = position; Namn = namnet spelaren bär på sin tröja; Ålder = spelarens ålder vid tidpunkten för övergången; Slutar = när spelarens nuvarande kontrakt går ut; n/a = "Not applicable", ingen summa har förekommit; Gratis = så kallad "Free Transfer".

### Spelarstatistik

#### Intern skytteliga
| P | Spelare        | Position  | La Liga | Champions League | Copa del Rey | Supercopa de España | Totalt |
| - | -------------- | --------- | ------- | ---------------- | ------------ | ------------------- | ------ |
| 1 | Higuaín        | Anfallare | 22      | 0                | 1            | 1                   | 24     |
| 2 | Raúl           | Anfallare | 18      | 3                | 3            | 0                   | 24     |
| 3 | van Nistelrooy | Anfallare | 4       | 3                | 0            | 3                   | 10     |
| 4 | Huntelaar      | Anfalalre | 8       | 0                | 0            | 0                   | 8      |

Senast uppdaterad: 1 juni 2009

Källor: Matchrapporter och statistik på LFP.com

#### Assists
| P | Spelare | Position    | La Liga | Copa del Rey | Champions League | Totalt |
| - | ------- | ----------- | ------- | ------------ | ---------------- | ------ |
| 1 | Higuaín | Anfallare   | 8       | 0            | 0                | 8      |
| 2 | Guti    | Mittfältare | 5       | 1            | 2                | 8      |
| 3 | Robben  | Mittfältare | 6       | 0            | 1                | 7      |
| 4 | Raúl    | Anfallare   | 5       | 1            | 0                | 6      |
| 5 | Gago    | Mittfältare | 6       | 0            | 0                | 6      |

Senast uppdaterad: 1 juni 2009

Källa: Realmadrid.com

#### Disciplin
| Land | Nr | Pos. | Namn          | Röda kort | Rött + gult kort | Gula kort |
| ---- | -- | ---- | ------------- | --------- | ---------------- | --------- |
| ESP  | 4  | F    | Ramos         | 1         |                  | 14        |
| ARG  | 8  | MF   | Gago          |           | 1                | 10        |
| BRA  | 12 | F    | Marcelo       | 1         | 1                | 10        |
| NED  | 19 | MF   | van der Vaart | 1         |                  | 8         |
| POR  | 3  | F    | Pepe          | 1         |                  | 7         |
| SPA  | 2  | F    | Salgado       | 1         |                  | 5         |

Senast uppdaterad: 1 juni 2009

Källor: Matchrapporter och statistik på LFP.com

Ordnade efter röda kort, gult + rött kort och gula kort.

### Långvariga skador
| Datum         | Spelare             | Skada    | Förväntad återkomst |
| ------------- | ------------------- | -------- | ------------------- |
| November 2008 | Ruud van Nistelrooy | Knäskada | juli 2009           |
| December 2008 | Mahamadou Diarra    | Meniscus | juni 2009           |

Senast uppdaterad: 1 juni 2009

Källa: Realmadrid.com

### Vanligaste laguppställning
| Land | Nr | Pos. | Namn      | Startade matcher |
| ---- | -- | ---- | --------- | ---------------- |
| ESP  | 1  | MV   | Casillas  | 47               |
| ESP  | 4  | HB   | Ramos     | 41               |
| PRT  | 3  | MB   | Pepe      | 32               |
| ITA  | 16 | MB   | Cannavaro | 36               |
| BRA  | 12 | VB   | Marcelo   | 29               |
| NED  | 11 | HM   | Robben    | 32               |
| ARG  | 8  | DM   | Gago      | 30               |
| FRA  | 6  | CM   | Diarra    | 23               |
| NED  | 14 | IM   | Sneijder  | 23               |
| ARG  | 20 | AN   | Higuaín   | 38               |
| ESP  | 7  | AN   | Raúl      | 44               |

Senast uppdaterad: 1 juni 2009

## Klubb

### Personal
| Position             | Personal        |
| -------------------- | --------------- |
| Tränare              | Juande Ramos    |
| Assisterande tränare | Manuel Ruiz     |
| Fysiktränare         | Valter di Salvo |
| Fitnesstränare       | Jordi García    |
| Målvaktstränare      | Pedro Luis Jaro |

Källor: Realmadrid.com, El club más laureado del mundo och realmadridfans.

### Styrelse
| Position       | Personal            | Övrigt                                                         |
| -------------- | ------------------- | -------------------------------------------------------------- |
| President      | Ramón Calderón      |                                                                |
| Vicepresident  | Vicente Boluda      |                                                                |
| Vicepresident  | José Ignacio Rivero |                                                                |
| Vicepresident  | Amador Suarez       | Medlem i det spanska förbundet för affärsorganisationer (CEOE) |
| Styrelsemedlem | José Manuel Serrano | Styrelsesekreterare                                            |
| Styrelsemedlem | Pascual Cervera     |                                                                |
| Styrelsemedlem | Luís Guerrero       |                                                                |
| Styrelsemedlem | Antonio Medina      | Verkställande vicepresident i Real Madrids stiftelse           |
| Styrelsemedlem | Francisco Moreno    | President för Real Madrid Castilla                             |
| Styrelsemedlem | Enrique Riquelme    |                                                                |
| Styrelsemedlem | Antonio Serrano     |                                                                |
| Styrelsemedlem | Pedro Trapote       |                                                                |

Källa: Board of Directors (Realmadrid)

### Övrig information
| Fotbollsdirektör    | Predrag Mijatović     |
| Hederspresident     | Alfredo di Stefano    |
| Teknisk sekreterare | Miguel Ángel Portugal |
| Stadion             | Santiago Bernabéu     |
| Budget              | €351.8m               |

Källor: El club más laureado del mundo och Real Madrid closes the best year in its history (engelska)

## Turneringar

### Överblick
Liksom de senaste elva säsongerna kommer Real Madrid spela i alla större turneringar, inkluderande högstadivisionen och Copa del Rey i Spanien och UEFA Champions League i Europa. De kommer också att spela i spanska supercupen eftersom de vann förra säsongen, se La Liga 2007/2008.
Senast uppdaterad: 25 juni 2008
| Turnering             | Nuvarande position/runda | Slutliga position/runda | Första match | Sista match |
| --------------------- | ------------------------ | ----------------------- | ------------ | ----------- |
| Supercopa de España   | –                        | Vinnare                 | 2008-08-17   | 2008-08-24  |
| La Liga               | –                        | 2:a                     | 2008-09-14   | 2009-05-31  |
| UEFA Champions League |                          | Åttondelsfinal          | 2008-09-17   | 2009-03-10  |
| Copa del Rey          |                          | Femte rundan            | 2008-10-30   | 2008-11-11  |

Senast uppdaterad: 1 juni 2009

### La Liga

#### Ligatabell
| Pos. | Lag         | M  | V  | O | F  | GM  | IM | MS  | P. |
| ---- | ----------- | -- | -- | - | -- | --- | -- | --- | -- |
| 1.   | Barcelona   | 38 | 27 | 6 | 5  | 105 | 35 | +70 | 87 |
| 2.   | Real Madrid | 38 | 25 | 3 | 10 | 83  | 52 | +31 | 78 |
| 3.   | Sevilla     | 38 | 21 | 7 | 10 | 54  | 39 | +15 | 70 |

Senast uppdaterad: 1 juni 2009

Källa: 

Regler för klassificering: i första hand poäng, i andra hand målskillnad och i tredje hand antal gjorda mål.

Pos. = position; M = spelade matcher; V = vunna matcher; O = oavgjorda matcher; F = förlorade matcher; GM = gjorda mål; IM = insläppta mål; MS = målskillnad; P. = poäng.

#### Resultat per runda
| Runda       | 1  | 2 | 3 | 4 | 5 | 6 | 7 | 8 | 9 | 10 | 11 | 12 | 13 | 14 | 15 | 16 | 17 | 18 | 19 | 20 | 21 | 22 | 23 | 24 | 25 | 26 | 27 | 28 | 29 | 30 | 31 | 32 | 33 | 34 | 35 | 36 | 37 | 38 |
| ----------- | -- | - | - | - | - | - | - | - | - | -- | -- | -- | -- | -- | -- | -- | -- | -- | -- | -- | -- | -- | -- | -- | -- | -- | -- | -- | -- | -- | -- | -- | -- | -- | -- | -- | -- | -- |
| Hemma/borta | B  | H | B | H | B | H | B | H | B | H  | B  | H  | B  | H  | B  | H  | H  | B  | H  | H  | B  | H  | B  | H  | B  | H  | B  | H  | B  | H  | B  | H  | B  | H  | B  | B  | H  | B  |
| Resultat    | F  | V | V | V | V | O | V | V | O | V  | F  | V  | F  | F  | F  | V  | V  | V  | V  | V  | V  | V  | V  | V  | V  | O  | V  | V  | V  | V  | V  | V  | V  | F  | F  | F  | F  | F  |
| Position    | 13 | 8 | 6 | 3 | 3 | 5 | 5 | 3 | 3 | 4  | 4  | 2  | 4  | 5  | 6  | 5  | 3  | 2  | 2  | 2  | 2  | 2  | 2  | 2  | 2  | 2  | 2  | 2  | 2  | 2  | 2  | 2  | 2  | 2  | 2  | 2  | 2  | 2  |

Senast uppdaterad: 1 juni 2009

Hemma/borta: B = Borta; H = Hemma. Resultat: O = Oavgjord; F = Förlust; V = Vinst.

### UEFA Champions League 2008/2009

#### Grupp H
| Team                 | Pld | W | D | L | GF | GA | GD | Pts |
| -------------------- | --- | - | - | - | -- | -- | -- | --- |
| Juventus             | 6   | 3 | 3 | 0 | 7  | 3  | +4 | 12  |
| Real Madrid          | 6   | 4 | 0 | 2 | 9  | 5  | +4 | 12  |
| Zenit St. Petersburg | 6   | 1 | 2 | 3 | 4  | 7  | -3 | 5   |
| FC BATE              | 6   | 0 | 3 | 3 | 3  | 8  | -5 | 3   |

| Datum            | Motstånd  | H / B | Resultat F – A | Målskyttar | Domare             | Publik |
| ---------------- | --------- | ----- | -------------- | ---------- | ------------------ | ------ |
| 25 februari 2009 | Liverpool | H     | 1 – 0          |            | Roberto Rosetti    | 80 354 |
| 10 mars 2009     | Liverpool | B     | 4 – 0          |            | Frank De Bleeckere | 45 362 |

Senast uppdaterad: 11 december 2008

## Matcher

### Tävlingsmatcher
| Datum      | Turnering             | Stadion | Motståndare          | Resultat | Real Madrids målskyttar                                                                        | Publiksiffra |
| ---------- | --------------------- | ------- | -------------------- | -------- | ---------------------------------------------------------------------------------------------- | ------------ |
| 2008-08-17 | Supercopa de España   | B       | Valencia             | 2 – 3    | 13', 67' v. Nistelrooy                                                                         | 35 000       |
| 2008-08-24 | Supercopa de España   | H       | Valencia             | 4 – 2    | 49' v. Nistelrooy (s) 75' Ramos 85' de la Red 88' Higuaín                                      | 60 000       |
| 2008-08-31 | La Liga               | B       | Deportivo            | 1 – 2    | 47' v. Nistelrooy                                                                              | 34 600       |
| 2008-09-14 | La Liga               | H       | Numancia             | 4 – 3    | 19' Guti 25' Higuaín 33' van der Vaart 40' Cisma (sm)                                          | 76 000       |
| 2008-09-17 | UEFA Champions League | H       | BATE                 | 2 – 0    | 11' Ramos 57' v. Nistelrooy                                                                    | 55 099       |
| 2008-09-21 | La Liga               | B       | Racing Santander     | 2 – 0    | 53' de la Red 73' v. Nistelrooy                                                                | 22 200       |
| 2008-09-24 | La Liga               | H       | Sporting Gijón       | 7 – 1    | 17' van der Vaart 32' van der Vaart 36' Higuaín 46' van der Vaart 50' Robben 58' Raúl 63' Raúl | 68 000       |
| 2008-09-27 | La Liga               | B       | Real Betis           | 2 – 1    | 18' Heinze 91' v. Nistelrooy                                                                   | 49 500       |
| 2008-09-30 | UEFA Champions League | B       | Zenit St. Petersburg | 2 – 1    | 4' Hubočan (sm) 31' v. Nistelrooy                                                              | 21 075       |
| 2008-10-05 | La Liga               | H       | Espanyol             | 2 – 2    | 24' Raúl 44' Raúl                                                                              | 72 000       |
| 2008-10-19 | La Liga               | B       | Atlético Madrid      | 2 – 1    | 1' v. Nistelrooy 96' Higuaín (s)                                                               | 72 000       |
| 2008-10-21 | UEFA Champions League | B       | Juventus             | 1 – 2    | 66' v. Nistelrooy                                                                              | 25 813       |
| 2008-10-26 | La Liga               | H       | Athletic Bilbao      | 3 – 2    | 12' Sneijder 28' Higuaín 59' Higuaín                                                           | 78 000       |
| 2008-10-30 | Copa del Rey          | B       | Real Unión           | 2 – 3    | 9' Higuaín 53' Saviola                                                                         | 4 700        |
| 2008-11-02 | La Liga               | B       | Almería              | 1 – 1    | 37' Raúl                                                                                       | 17 820       |
| 2008-11-05 | UEFA Champions League | H       | Juventus             | 0 – 2    |                                                                                                | 71 560       |
| 2008-11-08 | La Liga               | H       | Málaga               | 4 – 3    | 8' Higuaín 37' Higuaín (s) 70' Higuaín 77' Higuaín                                             | 72 000       |
| 2008-11-11 | Copa del Rey          | H       | Real Unión           | 4 – 3    | 36' Raúl 50' Raúl 85' Raúl                                                                     | 56 000       |
| 2008-11-15 | La Liga               | B       | Real Valladolid      | 0 – 1    |                                                                                                | 21 097       |
| 2008-11-22 | La Liga               | H       | Recreativo           | 1 – 0    | 39' Sneijder                                                                                   | 74 400       |
| 2008-11-25 | UEFA Champions League | B       | BATE                 | 1 – 0    | 7' Raúl                                                                                        | 30 500       |
| 2008-11-30 | La Liga               | B       | Getafe               | 1 – 3    | 55' Saviola (s)                                                                                | 12 750       |
| 2008-12-07 | La Liga               | H       | Sevilla              | 3 – 4    | 19' Raúl 69' Higuaín 71' Gago                                                                  | 68 000       |
| 2008-12-10 | UEFA Champions League | H       | Zenit St. Petersburg | 3 – 0    | 24' Raúl 50' Robben 56' Raúl                                                                   | 40 000       |
| 2008-12-14 | La Liga               | B       | Barcelona            | 0 – 2    |                                                                                                | 96 059       |
| 2008-12-20 | La Liga               | H       | Valencia             | 1 – 0    | 3' Higuaín                                                                                     | 72 000       |
| 2009-01-04 | La Liga               | H       | Villarreal           | 1 – 0    | 72' Robben                                                                                     | 79 500       |
| 2009-01-11 | La Liga               | B       | Mallorca             | 3 – 0    | 3' Robben 17' Raúl 66' Ramos                                                                   | 19 635       |
| 2009-01-18 | La Liga               | H       | Osasuna              | 3 – 1    | 50' Ramos 63' Higuaín 92' Robben                                                               | 73 000       |
| 2009-01-25 | La Liga               | H       | Deportivo La Coruña  | 1 – 0    | 39' Raúl                                                                                       | 68 000       |
| 2009-01-31 | La Liga               | B       | CD Numancia          | 2 – 0    |                                                                                                |              |
| 2009-02-08 | La Liga               | H       | Racing Santander     | 1 – 0    | 49' Higuaín                                                                                    | 76 000       |
| 2009-02-15 | La Liga               | B       | Sporting Gijón       | 4 – 0    |                                                                                                |              |
| 2009-02-22 | La Liga               | H       | Betis                | 6 – 1    |                                                                                                |              |
| 2009-02-25 | UEFA Champions League | H       | Liverpool            | 0 – 1    |                                                                                                | 85 000       |
| 2009-03-01 | La Liga               | B       | Espanyol             | 2 – 0    | 67' Guti 72' Raúl                                                                              | 30 000       |
| 2009-03-08 | La Liga               | H       | Atlético Madrid      | 1 – 1    |                                                                                                |              |
| 2009-03-11 | UEFA Champions League | B       | Liverpool            | 0 – 4    |                                                                                                |              |
| 2009-03-15 | La Liga               | B       | Atletic Bilbao       | 5 – 2    |                                                                                                |              |
| 2009-03-22 | La Liga               | H       | Almería              | 3 – 0    |                                                                                                |              |
| 2009-04-11 | La Liga               | B       | Málaga               | 1 – 0    |                                                                                                |              |
| 2009-04-12 | La Liga               | H       | Valladolid           | 2 – 0    |                                                                                                |              |
| 2009-04-19 | La Liga               | B       | Recreativo           | 1 – 0    |                                                                                                |              |
| 2009-04-22 | La Liga               | H       | Getafe               | 3 – 2    |                                                                                                |              |
| 2009-04-26 | La Liga               | B       | Sevilla              | 4 – 2    |                                                                                                |              |
| 2009-05-02 | La Liga               | H       | Barcelona            | 2 – 6    |                                                                                                |              |
| 2009-05-10 | La Liga               | B       | Valencia             | 0 – 3    |                                                                                                |              |
| 2009-05-16 | La Liga               | B       | Villarreal           | 2 – 3    |                                                                                                |              |
| 2009-05-24 | La Liga               | H       | Mallorca             | 1 – 3    |                                                                                                |              |
| 2009-05-31 | La Liga               | B       | Osasuna              | 1 – 2    |                                                                                                |              |

Senast uppdaterad: 1 juni 2009

Källor: LFP, La Liga, Copa del Rey, Champions League och Supercupen

Real Madrids mål står först med motståndarnas mål därefter, till exempel 2 – 0 = Real Madrid vann matchen med två mål.

sm = Självmål; s = Straffspark.

### Vänskapsmatcher
| Datum      | Turnering                | Stadion | Motståndare         | Resultat | Real Madrids målskyttar                                       | Publiksiffra |
| ---------- | ------------------------ | ------- | ------------------- | -------- | ------------------------------------------------------------- | ------------ |
| 2008-07-27 | Försäsongen              | B       | LASK Linz           | 3 – 2    | 21' Baptista 45' Raúl 84'Saviola                              | 20 104       |
| 2008-08-02 | Emirates Cup             | N       | Hamburg             | 2 – 1    | 25' v. Nistelrooy 84' Dani Parejo                             | 50 000       |
| 2008-08-03 | Emirates Cup             | B       | Arsenal FC          | 0 – 1    |                                                               | 60 081       |
| 2008-08-08 | Vänskapsmatch            | B       | Santa Fé            | 2 – 1    | 77' van der Vaart 78' Pepe                                    | 30 000       |
| 2008-08-12 | Vänskapsmatch            | B       | Eintracht Frankfurt | 1 – 1    | 71' Robinho                                                   | 51 500       |
| 2008-08-27 | Trofeo Santiago Bernabéu | H       | Sporting            | 5 – 3    | 17' Higuaín 19' Robben 24' Higuaín 40' Raúl 44' van der Vaart | 60 000       |

Senast uppdaterad: 29 november 2008

Källor: Schema inför försäsongen, LASK Linz – Real Madrid, Emirates Cup 2008, Vänskapsmatch i Colombia, Frankfurt – Real Madrid, Trofeo Santiago Bernabéu, Santiago Bernabéu Trophy och Vänskapsmatcher

Real Madrids mål står först med motståndarnas mål därefter, till exempel 2 – 0 = Real Madrid vann matchen med två mål.